# Cinquième district congressionnel de Virginie
Le 5e district congressionnel de Virginie est un district situé dans le Commonwealth de Virginie. Le 5e district comprend la majorité du Southside Virginia, bien qu'il s'étende jusqu'à la banlieue de Richmond. Le district comprend les villes de Charlottesville, Danville et Lynchburg.
Le premier représentant du district au Congrès fut James Madison, qui a battu James Monroe lors de la première élection au Congrès du district. Madison et Monroe deviendront ensuite les 4e et 5e présidents des États-Unis. Le Représentant actuel est le Républicain Bob Good.
Historiquement, le 5e a été l'un des premiers districts de Virginie à devenir républicain lors des élections présidentielles. Southside était l'une des sources de l'Organisation Byrd, et les démocrates de la région ont commencé à partager leurs tickets lors des élections présidentielles dès les années 1930. La tendance s'est accélérée dans les années qui ont précédé le Civil Rights Act de 1965, alors qu'une grande partie de l'électorat limité et presque entièrement blanc de la région préférait les positions conservatrices sur les droits civiques des Noirs. Le district devait être l'un des deux districts de Virginie à avoir donné la majorité des voix au ségrégationniste George Wallace en 1968, et n'a jamais soutenu un Démocrate à la présidence depuis Harry S. Truman en 1948.
Malgré cela, le siège du Congrès est resté entre les mains de démocrates très conservateurs, même selon les normes de Virginie. Cela a pris fin en 1999, lorsque Virgil Goode est devenu indépendant ; il est devenu Républicain en 2002. En 2008, le Démocrate Tom Perriello a battu Goode avec d'importantes répercussions démocrates sur la campagne d'Obama. Le Républicain Robert Hurt a battu Perriello en 2010, pour trois mandats. Après que Hurt a quitté ses fonctions, le district a continué à élire des républicains, dont Tom Garrett, Denver Riggleman, qui ont tous deux servi un mandat, et Bob Good, qui a été réélu en 2022.
Le redécoupage après le recensement de 2020 a ajouté Lynchburg au district ; la plupart de ses banlieues sont situées dans le 5e depuis des décennies. Il a également été poussé aussi loin à l'est que dans le Comté de Hanover, à la limite nord de Richmond.

## Démographie
Selon les outils de profil des électeurs de l'APM Research Lab (présentant l'enquête sur la communauté américaine de 2019 du Bureau du recensement des États-Unis), le district comptait environ 580 000 électeurs potentiels (citoyens âgés de 18 ans et plus). Parmi eux, 75 % sont blancs et 20 % sont noirs. Les immigrants représentent 3 % des électeurs potentiels de la circonscription. Le revenu médian des ménages (comportant un ou plusieurs électeurs potentiels) du district est d'environ 57 700 dollars, tandis que 12 % des ménages vivent en dessous du seuil de pauvreté. Quant au niveau de scolarité des électeurs potentiels de la circonscription, 12 % des 25 ans et plus n'ont pas obtenu de diplôme d'études secondaires, tandis que 27 % sont titulaires d'un baccalauréat ou d'un diplôme supérieur.

## Géographie
Le district couvre tout ou partie des subdivisions suivantes :

### Comtés
La totalité de :
- Comté d'Amelia
- Comté de Amherst
- Comté d'Appomattox
- Comté de Buckingham
- Comté de Campbell
- Comté de Charlotte
- Comté de Cumberland
- Comté de Fluvanna
- Comté de Goochland
- Comté de Halifax
- Comté de Louisa
- Comté de Lunenburg
- Comté de Mucklenburg
- Comté de Neslon
- Comté de Nottoway
- Comté de Powhatan
- Comté de Pittsylvania
- Comté de Prince-Édouard

Portions de :
- Comté d'Albemarie
- Comté de Bedford
- Comté de Hanover

### Villes
- Charlottesville
- Danville
- Lynchburg

## Historique de vote
| Année | Poste                 | Résultats                       |
| ----- | --------------------- | ------------------------------- |
| 2008  | Président             | McCain 52,1 % - 46,9 %          |
| 2008  | Sénat                 | Warner 61,4 % - 37,2 %          |
| 2012  | Président             | Romney 54,0 % - 45,0 %          |
| 2012  | Sénat                 | Allen 53,9 % - 46,0 %           |
| 2013  | Gouverneur            | Cuccinelli (en) 52,5 % - 40,5 % |
| 2013  | Lieutenant-Gouverneur | Jackson (en) 51,3 % - 48,6 %    |
| 2013  | Procureur Général     | Obenshain (en) 57,7 % – 42,2 %  |
| 2014  | Sénat                 | Gillespie 54,7 % - 43,3 %       |
| 2016  | Président             | Trump 53,1 % – 41,8 %           |
| 2017  | Gouverneur            | Gillespie 54,4 % - 45,5 %       |
| 2017  | Lieutenant-Gouverneur | Vogel (en) 56,6 % - 43,3 %      |
| 2017  | Procureur Général     | Adams (en) 55,7 % – 44,2 %      |
| 2018  | Sénat                 | Stewart (en) 50,4 % - 47,7 %    |
| 2020  | Président             | Trump 53,2 % - 45,0 %           |
| 2020  | Sénat                 | Gade (en) 52,3 % - 47,6 %       |
| 2021  | Gouverneur            | Youngkin 60,0 % - 39,4 %        |
| 2021  | Lieutenant-Gouverneur | Sears 60,2 % - 39,8 %           |
| 2021  | Procureur Général     | Miyares (en) 59,7 % - 40,2 %    |

## Liste des Représentants du district
| Membre                         | Parti                         | Années                             | Congrès     | Histoire électorale |
| ------------------------------ | ----------------------------- | ---------------------------------- | ----------- | --- |
| District établi le 4 mars 1789 |                               |                                    |             | |
| James Madison                  | Anti-Administration           | 4 mars 1789 - 3 mars 1793          | 1re , 2e    | Élu en 1789. Réélu en 1790. Redécoupage depuis le 15e district. |
| George Hancock (en)            | Pro Administration            | 4 mars 1793 - 3 mars 1795          | 3e , 4e     | Élu en 1793. Réélu en 1795. Retrait. |
| George Hancock (en)            | Fédéraliste                   | 4 mars 1795 - 3 mars 1797          | 3e , 4e     | Élu en 1793. Réélu en 1795. Retrait. |
| John J. Trigg (en)             | Républicain-Démocrate         | 4 mars 1797 - 3 mars 1803          | 5e - 7e     | Élu en 1797. Réélu en 1799. Réélu en 1801. Redécoupage vers le 13e district. |
| Thomas Lewis Jr. (en)          | Fédéraliste                   | 4 mars 1803 - 5 mars 1804          | 8e          | Élection invalidée. |
| Andrew Moore (en)              | Républicain-Démocrate         | 5 mars 1804 - 11 août 1804         | 8e          | Élu en 1804. Démissionne lorsque nommé Sénateur des États-Unis. |
| Vacant                         | Vacant                        | 12 août 1804 - 3 décembre 1804     | 8e          | |
| Alexander Wilson (en)          | Républicain-Démocrate         | 4 décembre 1804 - 3 mars 1809      | 8e - 10e    | Élu pour terminer le mandat de Moore. Réélu en 1805. Réélu en 1807. Perd sa réélection. |
| James Breckinridge (en)        | Fédéraliste                   | 4 mars 1809 - 3 mars 1817          | 11e - 14e   | Élu en 1809. Réélu en 1811. Réélu en 1813. Réélu en 1815. Retrait. |
| John Floyd (en)                | Républicain-Démocrate         | 4 mars 1817 - 3 mars 1823          | 15e - 17e   | Élu en 1817. Réélu en 1819. Réélu en 1821. Redécoupage vers le 20e district. |
| John Randolph                  | Républicain-Démocrate         | 4 mars 1823 - 3 mars 1825          | 18e , 19e   | Redécoupage depuis le 16e district et réélu en 1823. Réélu en 1825. Démissionne lorsque nommé Sénateur des États-Unis.                                                                                        |
| John Randolph                  | Jacksonien (en)               | 4 mars 1825 - 26 décembre 1825     | 19e         | Redécoupage depuis le 16e district et réélu en 1823. Réélu en 1825. Démissionne lorsque nommé Sénateur des États-Unis.                                                                                        |
| Vacant                         | Vacant                        | 27 décembre 1825 - 20 janvier 1826 | 19e         | |
| George W. Crump (en)           | Jacksonien (en)               | 21 janvier 1826 - 3 mars 1827      | 19e         | Élu pour terminer le mandat de Randolph. Retrait. |
| John Randolph                  | Jacksonien (en)               | 4 mars 1827 - 3 mars 1829          | 20e         | Élu en 1827. Retrait. |
| Thomas Bouldin (en)            | Jacksonien (en)               | 4 mars 1829 - 3 mars 1833          | 21e , 22e   | Élu en 1829. Réélu en 1831. Perd sa réélection. |
| John Randolph                  | Jacksonien (en)               | 4 mars 1833 - 24 mai 1833          | 23e         | Élu en 1833. Décès. |
| Vacant                         | Vacant                        | 25 mai 1833 - 25 août 1833         | 23e         | |
| Thomas Bouldin (en)            | Jacksonien (en)               | 26 août 1833 - 11 février 1834     | 23e         | Élu pour terminer le mandat de Randolph. Décès. |
| Vacant                         | Vacant                        | 12 février 1834 - 14 mars 1834     | 23e         | |
| James Bouldin (en)             | Jacksonien (en)               | 15 mars 1834 - 3 mars 1837         | 23e - 25e   | Élu pour terminer le mandat de son frère. Réélu en 1835. Réélu en 1837. Retrait. |
| James Bouldin (en)             | Démocrate                     | 4 mars 1837 - 3 mars 1839          | 23e - 25e   | Élu pour terminer le mandat de son frère. Réélu en 1835. Réélu en 1837. Retrait. |
| John Hill (en)                 | Whig                          | 4 mars 1839 - 3 mars 1841          | 26e         | Élu en 1839. Perd sa réélection. |
| Edmund W. Hubard (en)          | Démocrate                     | 4 mars 1841 - 3 mars 1843          | 27e         | Élu en 1841. Redécoupage vers le 4e district. |
| Thomas W. Gilmer (en)          | Démocrate                     | 4 mars 1843 - 18 février 1844      | 28e         | Élu en 1843. Démissionne pour devenir Secrétaire des États-Unis à la Navy. |
| Vacant                         | Vacant                        | 19 février 1844 - 9 mai 1844       | 28e         | |
| William L. Goggin (en)         | Whig                          | 10 mai 1844 - 3 mars 1845          | 28e         | Élu pour terminer le mandat de Gilmer. Perd sa réélection. |
| Shelton Leake (en)             | Démocrate                     | 4 mars 1845 - 3 mars 1847          | 29e         | Élu en 1845. Perd sa réélection. |
| William L. Goggin (en)         | Whig                          | 4 mars 1847 - 3 mars 1849          | 30e         | Élu en 1847. Perd sa réélection. |
| Paulus Powell (en)             | Démocrate                     | 4 mars 1849 - 3 mars 1853          | 31e , 32e   | Élu en 1849. Réélu en 1851. Redécoupage vers le 6e district. |
| Thomas S. Bocock (en)          | Démocrate                     | 4 mars 1853 - 3 mars 1861          | 33e - 36e   | Redécoupage depuis le 4e district et réélu en 1853. Réélu en 1855. Réélu en 1857. Réélu en 1859. Démissionne.                                                                                                 |
| District inactif               | District inactif              | 4 mars 1861 - 26 janvier 1870      | 37e - 41e   | Guerre de Sécession et Reconstruction. |
| Robert Ridgway (en)            | Conservateur de Virginie (en) | 27 janvier 1870 - 16 octobre 1870  | 41e         | Élu en 1870. Décès. |
| Vacant                         | Vacant                        | 17 octobre 1870 - 7 novembre 1870  | 41e         | |
| Richard T. W. Duke Sr. (en)    | Conservateur de Virginie (en) | 8 novembre 1870 - 3 mars 1871      | 41e , 42e   | Élu pour terminer le mandat de Ridgway. Réélu en 1870. Perd sa réélection. |
| Richard T. W. Duke Sr. (en)    | Démocrate                     | 4 mars 1871 - 3 mars 1873          | 41e , 42e   | Élu pour terminer le mandat de Ridgway. Réélu en 1870. Perd sa réélection. |
| Alexander Davis (en)           | Démocrate                     | 4 mars 1873 - 5 mars 1874          | 43e         | Élection invalidée. |
| Christopher Y. Thomas (en)     | Républicain                   | 5 mars 1874 - 3 mars 1875          | 43e         | Élu en 1874. Perd sa réélection. |
| George C. Cabell (en)          | Démocrate                     | 4 mars 1875 - 3 mars 1887          | 44e - 49e   | Élu en 1874. Réélu en 1876. Réélu en 1878. Réélu en 1880. Réélu en 1882. Réélu en 1884. Perd sa réélection.                                                                                                   |
| John R. Brown (en)             | Républicain                   | 4 mars 1887 - 3 mars 1889          | 50e         | Élu en 1886. Perd sa réélection. |
| Posey G. Lester (en)           | Démocrate                     | 4 mars 1889 - 3 mars 1893          | 51e , 52e   | Élu en 1888. Réélu en 1890. Retrait. |
| Claude A. Swanson              | Démocrate                     | 4 mars 1893 - 30 janvier 1906      | 53e - 59e   | Élu en 1892. Réélu en 1894. Réélu en 1896. Réélu en 1898. Réélu en 1900. Réélu en 1902. Réélu en 1904. Élu Gouverneur de Virginie.                                                                            |
| Vacant                         | Vacant                        | 31 janvier 1906 - 5 novembre 1906  | 59e         | |
| Edward W. Saunders (en)        | Démocrate                     | 6 novembre 1906 - 29 février 1920  | 59e - 66e   | Élu pour terminer le mandat de Swanson. Réélu en 1906. Réélu en 1908. Réélu en 1910. Réélu en 1912. Réélu en 1914. Réélu en 1916. Réélu en 1918. Démissionne pour devenir Juge à la Cour Suprême de Virginie. |
| Vacant                         | Vacant                        | 1er mars 1920 - 31 mai 1920        | 66e         | |
| Rorer A. James (en)            | Démocrate                     | 1er juin 1920 - 6 août 1921        | 66e , 67e   | Élu pour terminer le mandat de Saunders. Réélu en 1920. Décès. |
| Vacant                         | Vacant                        | 7 août 1921 - 7 novembre 1921      | 67e         | |
| J. Murray Hooker (en)          | Démocrate                     | 8 novembre 1921 - 3 mars 1925      | 67e , 68e   | Élu pour terminer le mandat de James. Réélu en 1922. Retrait. |
| Joseph Whitehead (en)          | Démocrate                     | 4 mars 1925 - 3 mars 1931          | 69e - 71e   | Élu en 1924. Réélu en 1926. Réélu en 1928. Perd sa réélection. |
| Thomas G. Burch (en)           | Démocrate                     | 4 mars 1931 - 3 mars 1933          | 72e         | Élu en 1930. Redécoupage vers le district at-large. |
| District inactif               | District inactif              | 4 mars 1933 - 3 janvier 1935       | 73e         | |
| Thomas G. Burch (en)           | Démocrate                     | 3 janvier 1935 - 31 mai 1946       | 74e - 79e   | Élu en 1934. Réélu en 1936. Réélu en 1938. Réélu en 1940. Réélu en 1942. Réélu en 1944. Démissionne lorsque nommé Sénateur des États-Unis.                                                                    |
| Vacant                         | Vacant                        | 31 mai 1946 - 5 novembre 1946      | 79e         | |
| Thomas B. Stanley              | Démocrate                     | 5 novembre 1946 - 3 février 1953   | 79e - 83e   | Élu pour terminer le mandat de Burch. Réélu en 1946. Réélu en 1948. Réélu en 1950. Réélu en 1952. Démissionne pour se présenter comme Gouverneur de Virginie.                                                 |
| Vacant                         | Vacant                        | 3 février 1953 - 14 avril 1953     | 83e         | |
| William M. Tuck (en)           | Démocrate                     | 14 avril 1953 - 3 janvier 1969     | 83e - 90e   | Élu pour terminer le mandat de Stanley. Réélu en 1954. Réélu en 1956. Réélu en 1958. Réélu en 1960. Réélu en 1962. Réélu en 1964. Réélu en 1966. Retrait.                                                     |
| Dan Daniel (en)                | Démocrate                     | 3 janvier 1969 - 23 janvier 1988   | 91e - 100e  | Élu en 1968. Réélu en 1970. Réélu en 1972. Réélu en 1974. Réélu en 1976. Réélu en 1978. Réélu en 1980. Réélu en 1982. Réélu en 1984. Réélu en 1986. Décès.                                                    |
| Vacant                         | Vacant                        | 23 janvier 1988 - 14 juin 1988     | 100e        | |
| Lewis F. Payne Jr. (en)        | Démocrate                     | 14 juin 1988 - 3 janvier 1997      | 100e - 104e | Élu pour terminer le mandat de Daniel. Réélu en 1988. Réélu en 1990. Réélu en 1992. Réélu en 1994. Retrait.                                                                                                   |
| Virgil H. Goode Jr. (en)       | Démocrate                     | 3 janvier 1997 - 27 janvier 2000   | 105e - 110e | Élu en 1996. Réélu en 1998. Réélu en 2000. Réélu en 2002. Réélu en 2004. Réélu en 2006. Perd sa réélection.                                                                                                   |
| Virgil H. Goode Jr. (en)       | Indépendant                   | 27 janvier 2000 - 1er août 2002    | 105e - 110e | Élu en 1996. Réélu en 1998. Réélu en 2000. Réélu en 2002. Réélu en 2004. Réélu en 2006. Perd sa réélection.                                                                                                   |
| Virgil H. Goode Jr. (en)       | Républicain                   | 1er août 2002 - 3 janvier 2009     | 105e - 110e | Élu en 1996. Réélu en 1998. Réélu en 2000. Réélu en 2002. Réélu en 2004. Réélu en 2006. Perd sa réélection.                                                                                                   |
| Tom Perriello                  | Démocrate                     | 3 janvier 2009 - 3 janvier 2011    | 111e        | Élu en 2008. Perd sa réélection. |
| Robert Hurt                    | Républicain                   | 3 janvier 2011 - 3 janvier 2017    | 112e - 114e | Élu en 2010. Réélu en 2012. Réélu en 2014. Retrait. |
| Tom Garrett                    | Républicain                   | 3 janvier 2017 - 3 janvier 2019    | 115e        | Élu en 2016. Retrait. |
| Denver Riggleman               | Républicain                   | 3 janvier 2019 - 3 janvier 2021    | 116e        | Élu en 2018. Perd sa renomination. |
| Bob Good                       | Républicain                   | 3 janvier 2021 - Présent           | 117e , 118e | Élu en 2020. Réélu en 2022. Perd sa renomination. |

## Résultats des récentes élections
Voici les résultats des dix précédents cycles électoraux dans le district.

### 2004
| Élection de 2004 du 5e district congressionnel de Virginie | Élection de 2004 du 5e district congressionnel de Virginie | Élection de 2004 du 5e district congressionnel de Virginie | Élection de 2004 du 5e district congressionnel de Virginie | Élection de 2004 du 5e district congressionnel de Virginie |
| ---------------------------------------------------------- | ---------------------------------------------------------- | ---------------------------------------------------------- | ---------------------------------------------------------- | ---------------------------------------------------------- |
| Parti                                                      | Parti                                                      | Candidat                                                   | Votes                                                      | %                                                          |
|                                                            | Républicain                                                | Virgil H. Goode Jr. (en) (sortant)                         | 172 431                                                    | 63,7                                                       |
|                                                            | Démocrate                                                  | Al C. Weed II                                              | 98 237                                                     | 36,3                                                       |
|                                                            | Write-In                                                   | Write-In                                                   | 90                                                         | 0,0                                                        |
| Total des votes                                            | Total des votes                                            | Total des votes                                            | 270 758                                                    | 100 %                                                      |
|                                                            | Les Républicains conservent                                |                                                            |                                                            |                                                            |

### 2006
| Élection de 2006 du 5e district congressionnel de Virginie | Élection de 2006 du 5e district congressionnel de Virginie | Élection de 2006 du 5e district congressionnel de Virginie | Élection de 2006 du 5e district congressionnel de Virginie | Élection de 2006 du 5e district congressionnel de Virginie |
| ---------------------------------------------------------- | ---------------------------------------------------------- | ---------------------------------------------------------- | ---------------------------------------------------------- | ---------------------------------------------------------- |
| Parti                                                      | Parti                                                      | Candidat                                                   | Votes                                                      | %                                                          |
|                                                            | Républicain                                                | Virgil H. Goode Jr. (en) (sortant)                         | 125 370                                                    | 59,1                                                       |
|                                                            | Démocrate                                                  | Al C. Weed II                                              | 84 682                                                     | 39,9                                                       |
|                                                            | Independent Greens (en)                                    | Joseph P. Odoo                                             | 1 928                                                      | 0,9                                                        |
|                                                            | Write-In                                                   | Write-In                                                   | 99                                                         | 0,0                                                        |
| Total des votes                                            | Total des votes                                            | Total des votes                                            | 212 079                                                    | 100 %                                                      |
|                                                            | Les Républicains conservent                                |                                                            |                                                            |                                                            |

### 2008
| Élection de 2008 du 5e district congressionnel de Virginie | Élection de 2008 du 5e district congressionnel de Virginie | Élection de 2008 du 5e district congressionnel de Virginie | Élection de 2008 du 5e district congressionnel de Virginie | Élection de 2008 du 5e district congressionnel de Virginie |
| ---------------------------------------------------------- | ---------------------------------------------------------- | ---------------------------------------------------------- | ---------------------------------------------------------- | ---------------------------------------------------------- |
| Parti                                                      | Parti                                                      | Candidat                                                   | Votes                                                      | %                                                          |
|                                                            | Démocrate                                                  | Tom Perriello                                              | 158 810                                                    | 50,1                                                       |
|                                                            | Républicain                                                | Virgil H. Goode Jr. (en) (sortant)                         | 158 083                                                    | 49,9                                                       |
|                                                            | Write-In                                                   | Write-In                                                   | 183                                                        | 0,1                                                        |
| Total des votes                                            | Total des votes                                            | Total des votes                                            | 317 076                                                    | 100 %                                                      |
|                                                            | Les Démocrates prennent aux Républicains                   |                                                            |                                                            |                                                            |

### 2010
| Élection de 2010 du 5e district congressionnel de Virginie | Élection de 2010 du 5e district congressionnel de Virginie | Élection de 2010 du 5e district congressionnel de Virginie | Élection de 2010 du 5e district congressionnel de Virginie | Élection de 2010 du 5e district congressionnel de Virginie |
| ---------------------------------------------------------- | ---------------------------------------------------------- | ---------------------------------------------------------- | ---------------------------------------------------------- | ---------------------------------------------------------- |
| Parti                                                      | Parti                                                      | Candidat                                                   | Votes                                                      | %                                                          |
|                                                            | Républicain                                                | Robert Hurt                                                | 119 560                                                    | 50,8                                                       |
|                                                            | Démocrate                                                  | Tom Perriello                                              | 110 562                                                    | 47,0                                                       |
|                                                            | Indépendant                                                | Jeffrey A. Clark                                           | 4 992                                                      | 2,1                                                        |
|                                                            | Write-In                                                   | Write-In                                                   | 185                                                        | 0,1                                                        |
| Total des votes                                            | Total des votes                                            | Total des votes                                            | 235 299                                                    | 100 %                                                      |
|                                                            | Les Républicains prennent aux Démocrates                   |                                                            |                                                            |                                                            |

### 2012
| Élection de 2012 du 5e district congressionnel de Virginie | Élection de 2012 du 5e district congressionnel de Virginie | Élection de 2012 du 5e district congressionnel de Virginie | Élection de 2012 du 5e district congressionnel de Virginie | Élection de 2012 du 5e district congressionnel de Virginie |
| ---------------------------------------------------------- | ---------------------------------------------------------- | ---------------------------------------------------------- | ---------------------------------------------------------- | ---------------------------------------------------------- |
| Parti                                                      | Parti                                                      | Candidat                                                   | Votes                                                      | %                                                          |
|                                                            | Républicain                                                | Robert Hurt (sortant)                                      | 193 009                                                    | 55,4                                                       |
|                                                            | Démocrate                                                  | John Douglass                                              | 149 214                                                    | 42,9                                                       |
|                                                            | Vert                                                       | Kenneth Hildebrandt                                        | 5 500                                                      | 1,6                                                        |
|                                                            | Write-In                                                   | Write-In                                                   | 388                                                        | 0,1                                                        |
| Total des votes                                            | Total des votes                                            | Total des votes                                            | 348 111                                                    | 100 %                                                      |
|                                                            | Les Républicains conservent                                |                                                            |                                                            |                                                            |

### 2014
| Élection de 2014 du 5e district congressionnel de Virginie | Élection de 2014 du 5e district congressionnel de Virginie | Élection de 2014 du 5e district congressionnel de Virginie | Élection de 2014 du 5e district congressionnel de Virginie | Élection de 2014 du 5e district congressionnel de Virginie |
| ---------------------------------------------------------- | ---------------------------------------------------------- | ---------------------------------------------------------- | ---------------------------------------------------------- | ---------------------------------------------------------- |
| Parti                                                      | Parti                                                      | Candidat                                                   | Votes                                                      | %                                                          |
|                                                            | Républicain                                                | Robert Hurt (sortant)                                      | 124 735                                                    | 60,9                                                       |
|                                                            | Démocrate                                                  | Lawrence Gaughan                                           | 73 482                                                     | 35,9                                                       |
|                                                            | Libertarien                                                | Paul Jones                                                 | 4 298                                                      | 2,1                                                        |
|                                                            | Vert                                                       | Kenneth Hildebrandt                                        | 2 209                                                      | 1,1                                                        |
|                                                            | Write-In                                                   | Write-In                                                   | 221                                                        | 0,1                                                        |
| Total des votes                                            | Total des votes                                            | Total des votes                                            | 204 945                                                    | 100 %                                                      |
|                                                            | Les Républicains conservent                                |                                                            |                                                            |                                                            |

### 2016
| Élection de 2016 du 5e district congressionnel de Virginie | Élection de 2016 du 5e district congressionnel de Virginie | Élection de 2016 du 5e district congressionnel de Virginie | Élection de 2016 du 5e district congressionnel de Virginie | Élection de 2016 du 5e district congressionnel de Virginie |
| ---------------------------------------------------------- | ---------------------------------------------------------- | ---------------------------------------------------------- | ---------------------------------------------------------- | ---------------------------------------------------------- |
| Parti                                                      | Parti                                                      | Candidat                                                   | Votes                                                      | %                                                          |
|                                                            | Républicain                                                | Tom Garrett                                                | 207 758                                                    | 58,2                                                       |
|                                                            | Démocrate                                                  | Jane Dittmar                                               | 148 339                                                    | 41,9                                                       |
|                                                            | Write-In                                                   | Write-In                                                   | 659                                                        | 0,2                                                        |
| Total des votes                                            | Total des votes                                            | Total des votes                                            | 356 756                                                    | 100 %                                                      |
|                                                            | Les Républicains conservent                                |                                                            |                                                            |                                                            |

### 2018
| Élection de 2018 du 5e district congressionnel de Virginie | Élection de 2018 du 5e district congressionnel de Virginie | Élection de 2018 du 5e district congressionnel de Virginie | Élection de 2018 du 5e district congressionnel de Virginie | Élection de 2018 du 5e district congressionnel de Virginie |
| ---------------------------------------------------------- | ---------------------------------------------------------- | ---------------------------------------------------------- | ---------------------------------------------------------- | ---------------------------------------------------------- |
| Parti                                                      | Parti                                                      | Candidat                                                   | Votes                                                      | %                                                          |
|                                                            | Républicain                                                | Denver Riggleman                                           | 165 339                                                    | 53,2                                                       |
|                                                            | Démocrate                                                  | Leslie Cockburn                                            | 145 040                                                    | 46,6                                                       |
|                                                            | Write-In                                                   | Write-In                                                   | 547                                                        | 0,2                                                        |
| Total des votes                                            | Total des votes                                            | Total des votes                                            | 310 926                                                    | 100 %                                                      |
|                                                            | Les Républicains conservent                                |                                                            |                                                            |                                                            |

### 2020
| Élection de 2020 du 5e district congressionnel de Virginie, | Élection de 2020 du 5e district congressionnel de Virginie, | Élection de 2020 du 5e district congressionnel de Virginie, | Élection de 2020 du 5e district congressionnel de Virginie, | Élection de 2020 du 5e district congressionnel de Virginie, |
| ----------------------------------------------------------- | ----------------------------------------------------------- | ----------------------------------------------------------- | ----------------------------------------------------------- | ----------------------------------------------------------- |
| Parti                                                       | Parti                                                       | Candidat                                                    | Votes                                                       | %                                                           |
|                                                             | Républicain                                                 | Bob Good                                                    | 210 988                                                     | 52,4                                                        |
|                                                             | Démocrate                                                   | Cameron Webb                                                | 190 315                                                     | 47,3                                                        |
|                                                             | Write-In                                                    | Write-In                                                    | 1014                                                        | 0,3                                                         |
| Total des votes                                             | Total des votes                                             | Total des votes                                             | 402 317                                                     | 100 %                                                       |
|                                                             | Les Républicains conservent                                 |                                                             |                                                             |                                                             |

### 2022
La Primaire Démocrate a été annulée. Joshua Throneburg avance vers l'Élection Générale.
| Primaire Républicaine de 2022 du 5e district congressionnel de Virginie | Primaire Républicaine de 2022 du 5e district congressionnel de Virginie | Primaire Républicaine de 2022 du 5e district congressionnel de Virginie | Primaire Républicaine de 2022 du 5e district congressionnel de Virginie | Primaire Républicaine de 2022 du 5e district congressionnel de Virginie |
| ----------------------------------------------------------------------- | ----------------------------------------------------------------------- | ----------------------------------------------------------------------- | ----------------------------------------------------------------------- | ----------------------------------------------------------------------- |
| Parti                                                                   | Parti                                                                   | Candidat                                                                | Votes                                                                   | %                                                                       |
|                                                                         | Républicain                                                             | Bob Good (sortant)                                                      | 1 488                                                                   | 84,6                                                                    |
|                                                                         | Républicain                                                             | Dan Moy                                                                 | 271                                                                     | 15,4                                                                    |

| Élection de 2022 du 5e district congressionnel de Virginie | Élection de 2022 du 5e district congressionnel de Virginie | Élection de 2022 du 5e district congressionnel de Virginie | Élection de 2022 du 5e district congressionnel de Virginie | Élection de 2022 du 5e district congressionnel de Virginie |
| ---------------------------------------------------------- | ---------------------------------------------------------- | ---------------------------------------------------------- | ---------------------------------------------------------- | ---------------------------------------------------------- |
| Parti                                                      | Parti                                                      | Candidat                                                   | Votes                                                      | %                                                          |
|                                                            | Républicain                                                | Bob Good (sortant)                                         | 177 191                                                    | 57,6                                                       |
|                                                            | Démocrate                                                  | Joshua Throneburg                                          | 129 996                                                    | 42,2                                                       |
|                                                            | Write-In                                                   | Write-In                                                   | 588                                                        | 0,2                                                        |
| Total des votes                                            | Total des votes                                            | Total des votes                                            | 307 775                                                    | 100 %                                                      |
|                                                            | Les Républicains conservent                                |                                                            |                                                            |                                                            |

### 2024
| Primaire Républicaine de 2024 du 5e district congressionnel de Virginie | Primaire Républicaine de 2024 du 5e district congressionnel de Virginie | Primaire Républicaine de 2024 du 5e district congressionnel de Virginie | Primaire Républicaine de 2024 du 5e district congressionnel de Virginie | Primaire Républicaine de 2024 du 5e district congressionnel de Virginie |
| ----------------------------------------------------------------------- | ----------------------------------------------------------------------- | ----------------------------------------------------------------------- | ----------------------------------------------------------------------- | ----------------------------------------------------------------------- |
| Parti                                                                   | Parti                                                                   | Candidat                                                                | Votes                                                                   | %                                                                       |
|                                                                         | Républicain                                                             | John McGuire                                                            | 31 586                                                                  | 50,3                                                                    |
|                                                                         | Républicain                                                             | Bob Good (sortant)                                                      | 31 216                                                                  | 49,7                                                                    |

| Primaire Démocrate de 2024 du 5e district congressionnel de Virginie | Primaire Démocrate de 2024 du 5e district congressionnel de Virginie | Primaire Démocrate de 2024 du 5e district congressionnel de Virginie | Primaire Démocrate de 2024 du 5e district congressionnel de Virginie | Primaire Démocrate de 2024 du 5e district congressionnel de Virginie |
| -------------------------------------------------------------------- | -------------------------------------------------------------------- | -------------------------------------------------------------------- | -------------------------------------------------------------------- | -------------------------------------------------------------------- |
| Parti                                                                | Parti                                                                | Candidat                                                             | Votes                                                                | %                                                                    |
|                                                                      | Démocrate                                                            | Gloria Tinsley Witt                                                  | 14 188                                                               | 57,2                                                                 |
|                                                                      | Démocrate                                                            | Gary Terry                                                           | 5566                                                                 | 22,4                                                                 |
|                                                                      | Démocrate                                                            | Paul Riley                                                           | 5063                                                                 | 20,4                                                                 |

| Élection de 2024 du 5e district congressionnel de Virginie | Élection de 2024 du 5e district congressionnel de Virginie | Élection de 2024 du 5e district congressionnel de Virginie | Élection de 2024 du 5e district congressionnel de Virginie | Élection de 2024 du 5e district congressionnel de Virginie |
| ---------------------------------------------------------- | ---------------------------------------------------------- | ---------------------------------------------------------- | ---------------------------------------------------------- | ---------------------------------------------------------- |
| Parti                                                      | Parti                                                      | Candidat                                                   | Votes                                                      | %                                                          |
|                                                            | Républicain                                                | Bob Good (sortant)                                         | TBD                                                        | TBD                                                        |
|                                                            | Démocrate                                                  | Gloria Tinsley Witt                                        | TBD                                                        | TBD                                                        |
|                                                            | Write-In                                                   | Write-In                                                   | TBD                                                        | TBD                                                        |
| Total des votes                                            | Total des votes                                            | Total des votes                                            | TBD                                                        | 100 %                                                      |
|                                                            |                                                            |                                                            |                                                            |                                                            |

## Frontières historiques du district
Le 5e District de Virginie a débuté en 1788 et couvrait les comtés d'Albemarle, Amherst, Fluvanna, Goochland, Louisa, Spotsylvania, Orange et Culpepper.

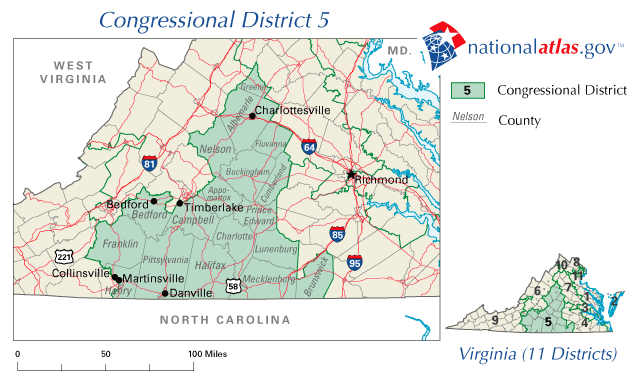
2003 - 2013

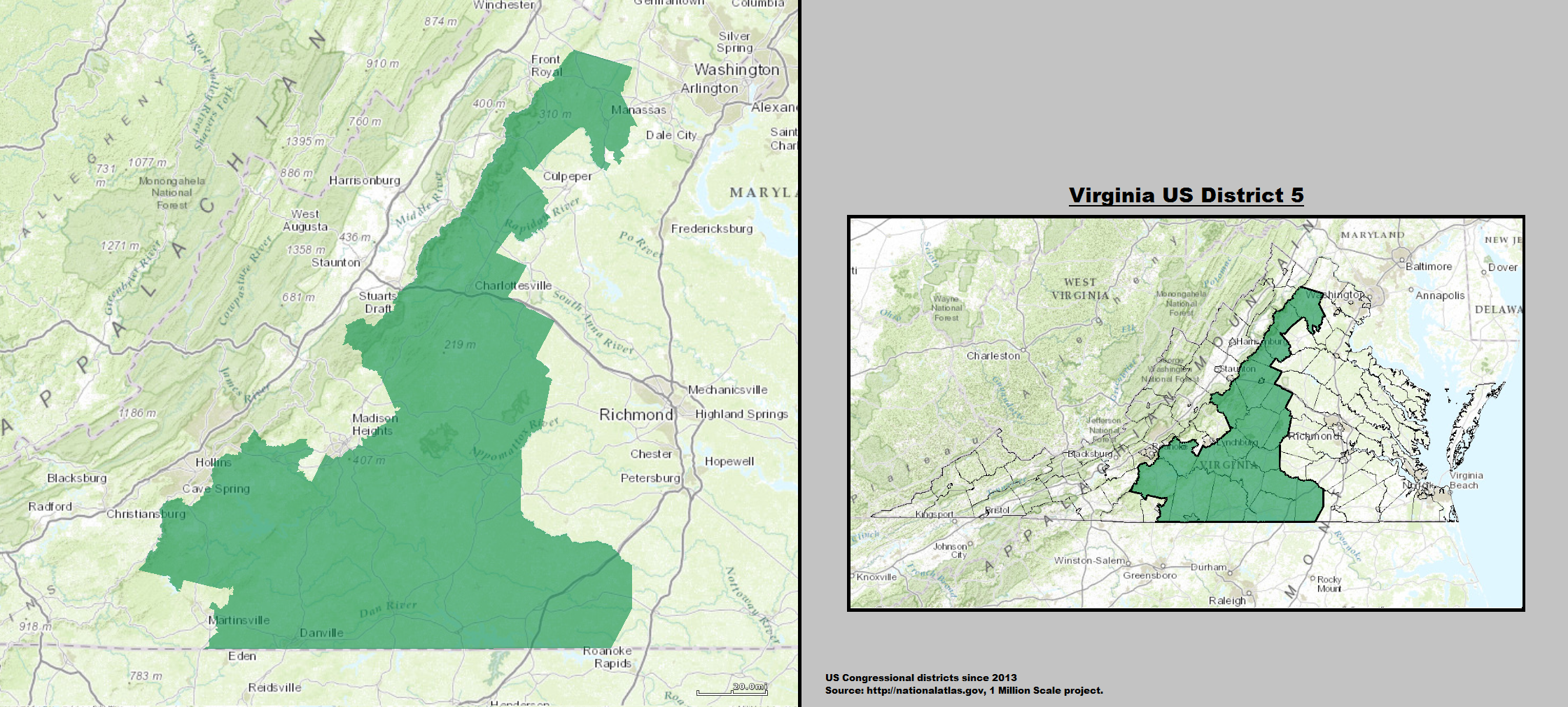
2013 - 2023